# Kataklasit

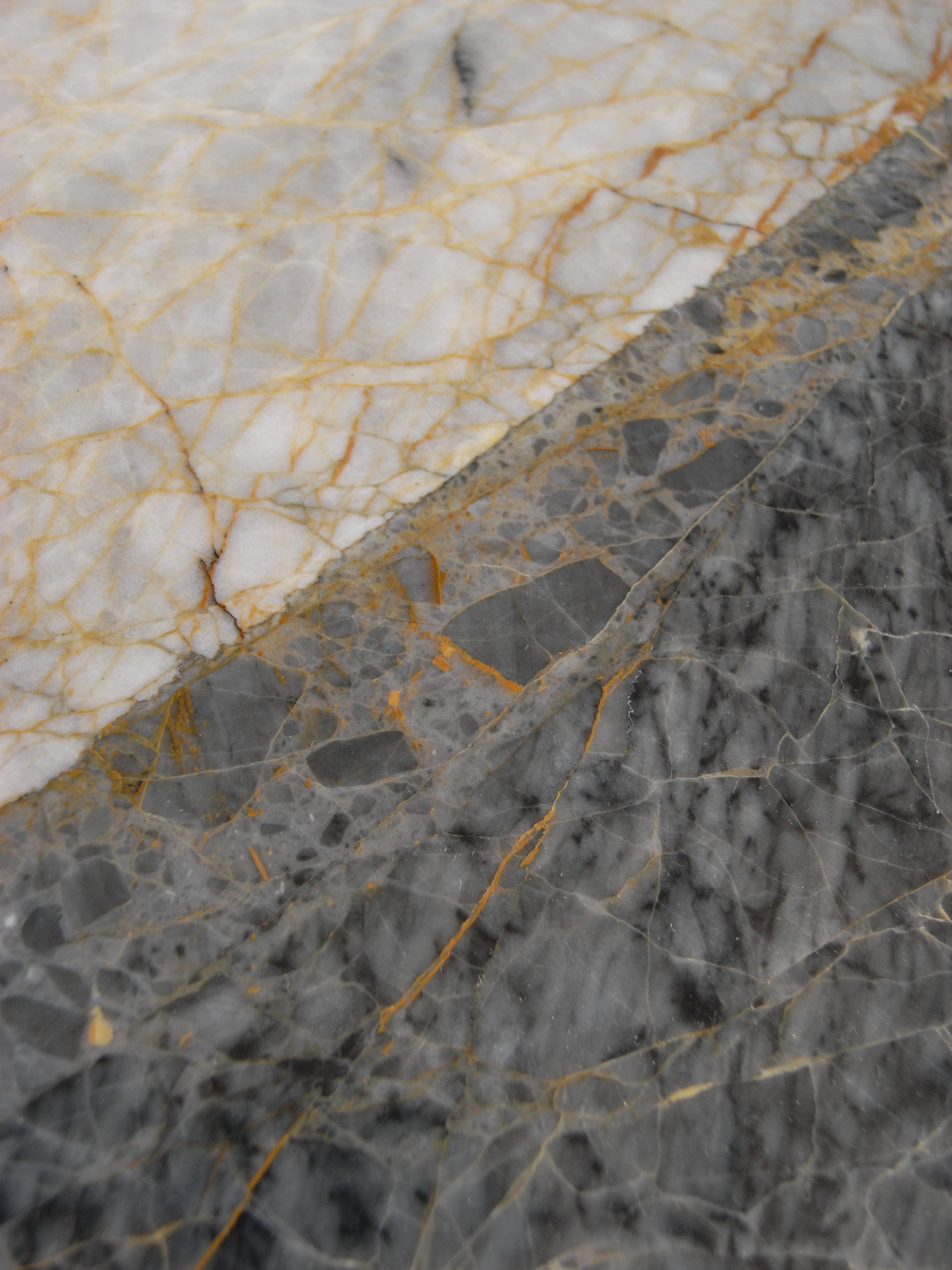
Kataklastische Zone in einem slowakischen Marmor

Kataklasite sind Festgesteine mit meist richtungslos-chaotischem Gefüge, das durch bruchhafte Deformation und dynamische Rekristallisation infolge tektonischer Beanspruchung entstanden ist. Der Vorgang wird als Kataklase bezeichnet. Kataklasite und genetisch ähnliche Gesteine werden unter dem Oberbegriff Gesteine mit Verformungsgefüge oder Kataklastische Gesteine zusammengefasst.

## Allgemeines
Infolge tektonischer Vorgänge entstehen bei relativ niedrigen Temperaturen diskrete Bruchflächen im Gebirge, sogenannte Störungs- oder Verwerfungsflächen. Durch die Bewegungen wird das Gestein an den Verwerfungsflächen bisweilen stark mechanisch beansprucht. Dadurch kann es fragmentiert und regelrecht zermahlen werden. Diese mechanische Zerstörung erfasst auch die einzelnen Mineralkörner („Kristalle“) im Gestein. Bei erhöhten Temperaturen in größerer Krustentiefe erfolgt zudem eine Neubildung sehr kleiner Mineralkörner durch sogenannte dynamische Rekristallisation (Kristallisation im durchbewegten Gestein). Das resultierende Gefüge wird Verformungsgefüge genannt. „Echte“ Kataklasite entstehen bei etwas höheren Temperaturen am Übergang von rein bruchhafter zu plastischer Verformung. Kataklasite zählen zu den niedriggradigen Metamorphiten und unterscheiden sich darin von den anderen Gesteinen mit Verformungsgefüge, den primär unverfestigten Kakiriten (Störungsbrekzien, Ruscheln, Störungsletten), die faktisch unmetamorph sind, und den Myloniten, die, abgesehen von mylonitisierten Evaporitgesteinen, mittel- bis hochgradig metamorph sind.

## Eigenschaften und Untergliederung
Die Bezeichnung Kataklasit bezieht sich ausschließlich auf Gefüge, Kornbindung und Genese des Gesteins und ist faktisch unabhängig vom Mineralbestand. Je nach Intensität der mechanischen Beanspruchung bzw. dem daraus resultierenden Gefüge werden Protokataklasite, Kataklasite und Ultrakataklasite unterschieden. Bei Protokataklasiten ist der Grad der Zerkleinerung noch moderat und es sind zahlreiche Körner noch mit bloßem Auge erkennbar, bei einem Matrixanteil von 10 bis 50 %. Bei Kataklasiten ist er schon stärker (Matrixanteil 50–90 %) und bei Ultrakataklasiten sehr stark (mehr als 90 % Matrix). Speziell in Ultrakataklasiten kann durch sogenanntes kataklastisches Fließen eine Foliation („Schieferung“) entstehen.